# Eje hipotalámico-hipofisario-somatotrópico

El eje hipotálamo-hipofisario-somatotrópico (eje HPS), o eje hipotalámico-hipofisario-somático, también conocido como eje hipotalámico-hipofisario-de crecimiento, es un eje hipotalámico-hipofisario que incluye la secreción de la hormona del crecimiento (GH; somatotropina) desde los somatotropos de la hipófisis en la circulación y la posterior estimulación de la producción del factor de crecimiento similar a la insulina 1 (IGF-1; somatomedina-1) por parte de la GH en tejidos como el hígado. Otras hormonas hipotálamo-hipofisarias, como la hormona liberadora de la hormona del crecimiento (GHRH; somatocrinina), la hormona inhibidora de la hormona del crecimiento (GHIH; somatostatina) y la grelina (GHS), participan en el control de la secreción de GH de la hipófisis. El eje HPS está involucrado en el crecimiento humano posnatal. Las personas con deficiencia de la hormona del crecimiento o síndrome de Laron (insensibilidad a la GHR ) muestran síntomas como baja estatura, enanismo y obesidad, pero también están protegidas contra algunas formas de cáncer. Por el contrario, la acromegalia y el gigantismo son condiciones de exceso de GH e IGF-1 generalmente debido a un tumor hipofisario, y se caracterizan por un crecimiento excesivo y una estatura alta.